# Diecéze Whitehorse
Diecéze Whitehorse (latinsky Archidioecesis Gruardensis-McLennanpolitana) je římskokatolická diecéze na území kanadského teritoria Yukon a severní části provincie Britské Kolumbie se sídlem v městě Whitehorse, kde se nachází katedrála Nejsv. Srdce. Je sufragánní vůči metropolitní arcidiecézi Grouard-McLennan a tvoří součást kanadské církevní oblasti Západ.

## Stručná historie
NA území dnešního Yukonu působili misionáři již v polovině 19. století. Misijní činnost, původně nárazová, se zintenzivnila po objevu zlata v teritoriu a přílivu zlatokopů. V roce 1908 byla zřízena apoštolská prefektura Yukon, z niž se již v roce 1916 stal Apoštolský vikariát Yukonu a Země prince Ruprechta. Po vybudování dálnice v roce 1941 se misijní činnost zintenzivnila, sídlo vikariátu bylo v roce 1942 přeneseno do Whitehorse. Roku 1944 vznikl Apoštolský vikariát Whitehorse, od nějž se oddělil Apoštolský vikariát Země prince Ruprechta (dnešní diecéze Prince George). V roce 1967 byl apoštolský vikariát povýšen na diecézi Whitehorse. V lednu 2016 tato diecéze přešla z jurisdikce Kongregace pro evangelizaci národů pod běžnou jurisdikci Kongregace pro biskupy.